# Corb marí de les Galápagos
El corb marí de les Galápagos (Phalacrocorax harrisi) és una espècie d'ocell de la família dels falacrocoràcids (Phalacrocoracidae) que s'ha classificat al monotípic gènere Nannopterum. És únic ja que ha perdut la capacitat de volar i és poliàndric. Habita la costa de les illes Fernandina i Isabela, a les illes Galápagos (Equador).

## Morfologia
El corb marí de les Galápagos amida entre 89 i 100 cm de llargada i pesa entre 2,5 i 5 kg. Les seves ales són una tercera part de la mida requerida perquè un ocell pugui volar. La quilla, on els ocells tenen inserits els músculs necessaris per volar, també està significativament reduïda.

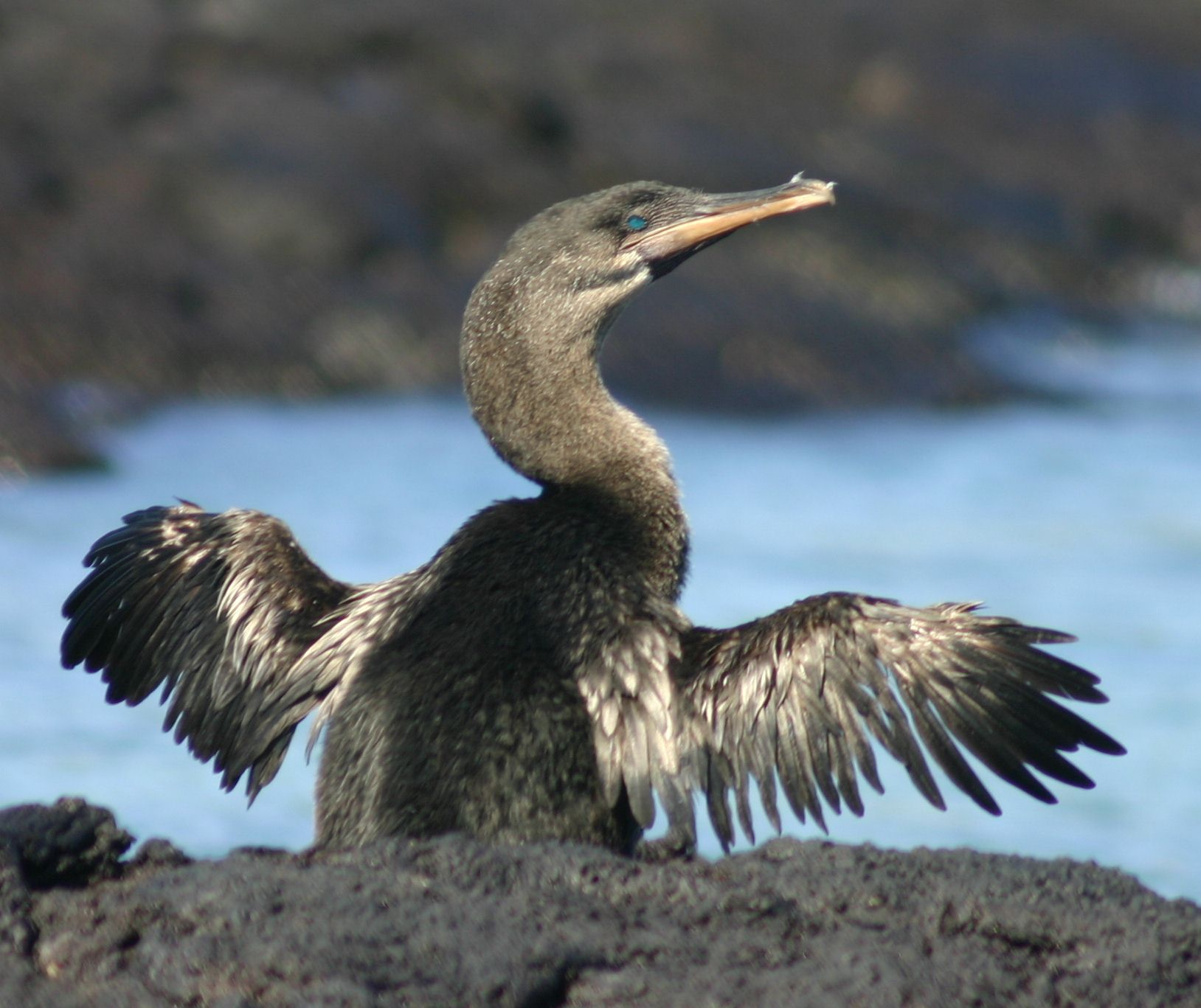
Corb marí de les Galápagos assecant les ales

Les parts superiors són negres i les inferiors són marrons. El seu cos és allargat i el coll també. Té el bec allargat i en forma de punta i els ulls de color turquesa. Com tots els membres de la família Phalacrocorax, té els quatre dits de les potes units per membrares interdigitals.
Els mascles i les femelles tenen aspectes similar tot i que el mascle és més gran. Els joves són similars als adults però tenen un color negre brillant i els ulls foscos.
Tot i ser depredadors aquàtics, les seves plomes no són impermeables. Degut a això, després de sortir de l'aigua es posen amb les ales obertes per assecar les plomes.
Els mascles pesen un 15% més que les femelles.

## Hàbitat i comportament
Tota la població d'aquesta espècie se situa entre dues illes de l'arxipèlag de les Galápagos: Isabela i Fernandina. Les colònies abunden més a la part oest de l'illa Isabela i est de la Fernandina, probablement perquè les fonts d'alimentació són més abundants.
Els moviments del Corb marí de les Galápagos és local i acostuma a ser a prop de la costa. Es consideren ocells sedentaris i els moviments entre les dues illes es produeixen nedant, tot i que són reticents en nedar a aigües obertes.
Es creu que la pèrdua de la capacitat de volar és degut a un període de l'evolució on van viure aïllats, en illes sense depredadors terrestres i, ja que han d'obtenir el menjar una àrea petita.Un altre factor pel qual han perdut la capacitat de volar és degut al fet que per ells és millor tenir una densitat òssia més elevada i invertir menys energia a l'hora de submergir-se a l'aigua per capturar les preses que tenir una densitat òssia més baixa i poder volar.
Neden picant amb les potes, en lloc de fer-ho amb les ales com fan altres ocells com els pingüins.
S'alimenta de pops, anguiles i peixos del fons del mar, per això han de fer grans capbussades. Els mascles són millors a l'hora de fer grans capbussades en aigües profundes que les femelles.

## Reproducció
Com la majoria de peixos aquàtics, el corb marí té una taxa de reproducció baixa i depèn directament de la disponibilitat del menjar, el qual depèn de les condicions oceanogràfiques.
El niu el fan durant els mesos més freds, entre Juliol i Octubre, quan el menjar és més abundant i el risc d'estrés tèrmic per als pollets ha disminuït. Aquesta temporada es suficient per poder tenir una cria, però just per tenir dues cries consecutives, per això la femella deixa al mascle sol a càrrec de l'alimentació i cria del pollet i s'emparella amb un altre mascle per pondre un altre ou.

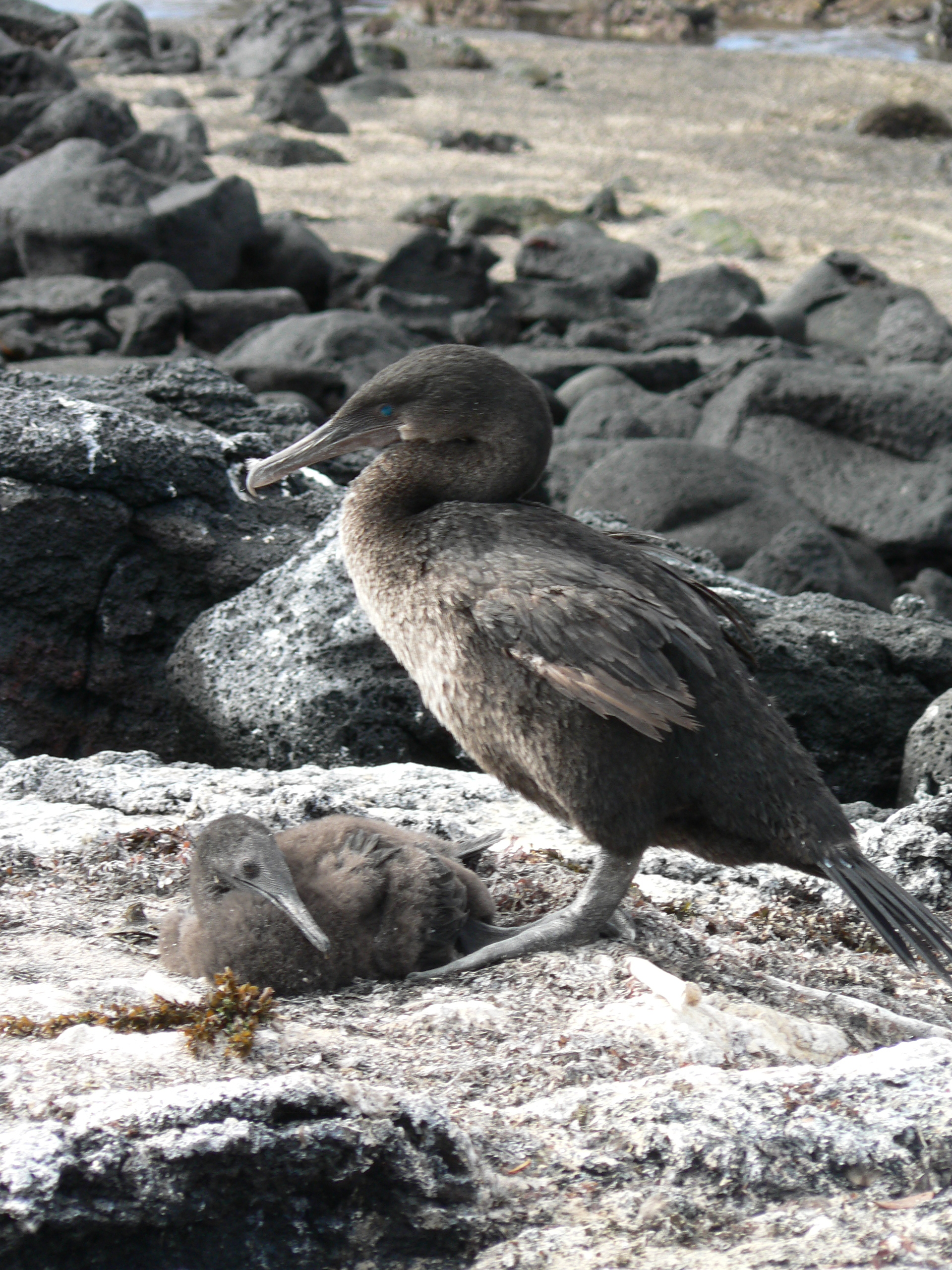
Corb marí de les Galápagos amb una cria

El festeig comença al mar, el mascle i la femella neden envoltant-se entre ells amb els colls inclinats en forma semblant a una serp. Després van al terra i allà fan el niu i el milloren amb “regals” del mascle per a la femella.
Ponen entre 2 i 3 ous, i els incuben els dos. Un cop neixen, els pares comparteixen l'alimentació. Si hi ha prou menjar, al cap de 70-90 dies la femella abandona el mascle, que es fa càrrec de cuidar els pollets fins que siguin independents, i ella produeix una altra posta d'ous amb un altre mascle. Aquesta estratègia permet repoblar quan el nombre d'individus disminueix.
Els joves assoleixen la mida adulta amb un any i els dos sexes comencen a criar als 30 mesos.
Com que els mascles no han de defensar territoris o competir massa per les femelles, la selecció intrasexual no és una força de selecció a l'hora de determinar la mida de l'animal.
Com més pesin els mascles, aquests prefereixen femelles més petites. Les femelles escullen el mascle en funció de la seva capacitat per poder criar el fill sol, i els mascles trien en funció de les seves habilitats per alimentar el pollet abans que l'abandoni. Tot i això, no hi ha evidències de que com més pesin els mascles millors siguin en recolectar menjar.
Aquesta situació en què la femella té dues cries amb diferents mascles, afavoreix el flux gènic dins de la colònia.

## Conservació
Com que la població es troba tota concentrada, aquesta espècie és molt vulnerable a canvis ambientals com El Niño. Altres factors són erupcions volcàniques, inundació del niu o pesca local il·legal.
Aquesta espècie apareix a la llista vermella de la UICN i està classificada com a espècie vulnerable.